# Campeonato Belga de Voleibol Feminino
O  Campeonato Belga de Voleibol Feminino  é a principal competição de clubes de voleibol feminino da Bélgica.O torneio, chamado atualmente de  Eredivisie, a segunda divisão chama-se Liga B , são organizadas pela FRBVB.